# يفجيني فيدوروف
يفجيني كونستانتينوفيتش فيدوروف (10 أبريل 1910 - 30 ديسمبر 1981) (بالروسية: Евгений Константинович Фёдоров) هو جيوفيزيائي ورجل دولة، وشخصية عامة، وأكاديمي سوفياتي، حصل على وسام بطل الاتحاد السوفيتي سنة 1938.

## مسيرته
تخرج يفجيني فيودوروف من جامعة لينينغراد الحكومية عام 1932. ما بين 1932 و1938، كان باحثًا مشاركًا في العديد من المحطات القطبية. مابين 1947 و1955، كان يعمل يفجيني في معهد الجيوفيزياء في أكاديمية العلوم السوفيتية.
قام يفغيني فيودوروف بتأليف العديد من الأعمال المخصصة لأبحاثه حول الحقول الجيوفيزيائية في القطب الشمالي، والتوازن المائي للسحب، والتأثير الصناعي على عمليات الأرصاد الجوية، ودراسة الطبقات الأعلى في الغلاف الجوي باستخدام الأقمار الصناعية، والتلوث وما إلى ذلك.
كان فيودوروف الرئيس الثاني للجنة السوفيتية للسلام، في الأعوام 1979-1981.